# توربن بويي
توربن بويي (بالدنماركية: Torben Boye)‏ هو لاعب كرة قدم دنماركي، ولد في 2 مايو 1966 في آلبورغ في الدنمارك. لعب مع نادي أوبه.

## وصلات خارجية
- توربن بويي على موقع قاعدة بيانات كرة القدم.إي يو (الإنجليزية)
- توربن بويي على موقع عالم كرة القدم.نت (الإنجليزية)